# Ле-Мениль-Коссуа
Ле-Мени́ль-Коссуа́ (фр. Le Mesnil-Caussois) — коммуна во Франции, находится в регионе Нижняя Нормандия. Департамент коммуны — Кальвадос. Входит в состав кантона Сен-Севе-Кальвадос. Округ коммуны — Вир.
Код INSEE коммуны — 14416.

## Население
Население коммуны на 2010 год составляло 123 человека.
| 1962 | 1968 | 1975 | 1982 | 1990 | 1999 | 2010 |
| ---- | ---- | ---- | ---- | ---- | ---- | ---- |
| 151  | 164  | 165  | 129  | 110  | 103  | 123  |

## Экономика
В 2010 году среди 76 человек трудоспособного возраста (15—64 лет) 63 были экономически активными, 13 — неактивными (показатель активности — 82,9 %, в 1999 году было 78,6 %). Из 63 активных жителей работали 55 человек (31 мужчина и 24 женщины), безработных было 8 (1 мужчина и 7 женщин). Среди 13 неактивных 4 человека были учениками или студентами, 8 — пенсионерами, 1 был неактивным по другим причинам.